# 위아더나잇 (밴드)
위아더나잇(We Are The Night)은 2013년 데뷔한 대한민국의 인디 록 밴드이다. 이 그룹의 구성원은 함병선(보컬), 정원중(기타), 황성주(베이스), 김보람(드럼)이다. 이 그룹은 2개의 스튜디오 음반 We Are The Night (2013), Vertigo (2019)와 3개의 EP 음반 Star, Fire, Night and Such Things (2015), The Green Ray (2016), Calm Myself Down (2017)을 발매했다.

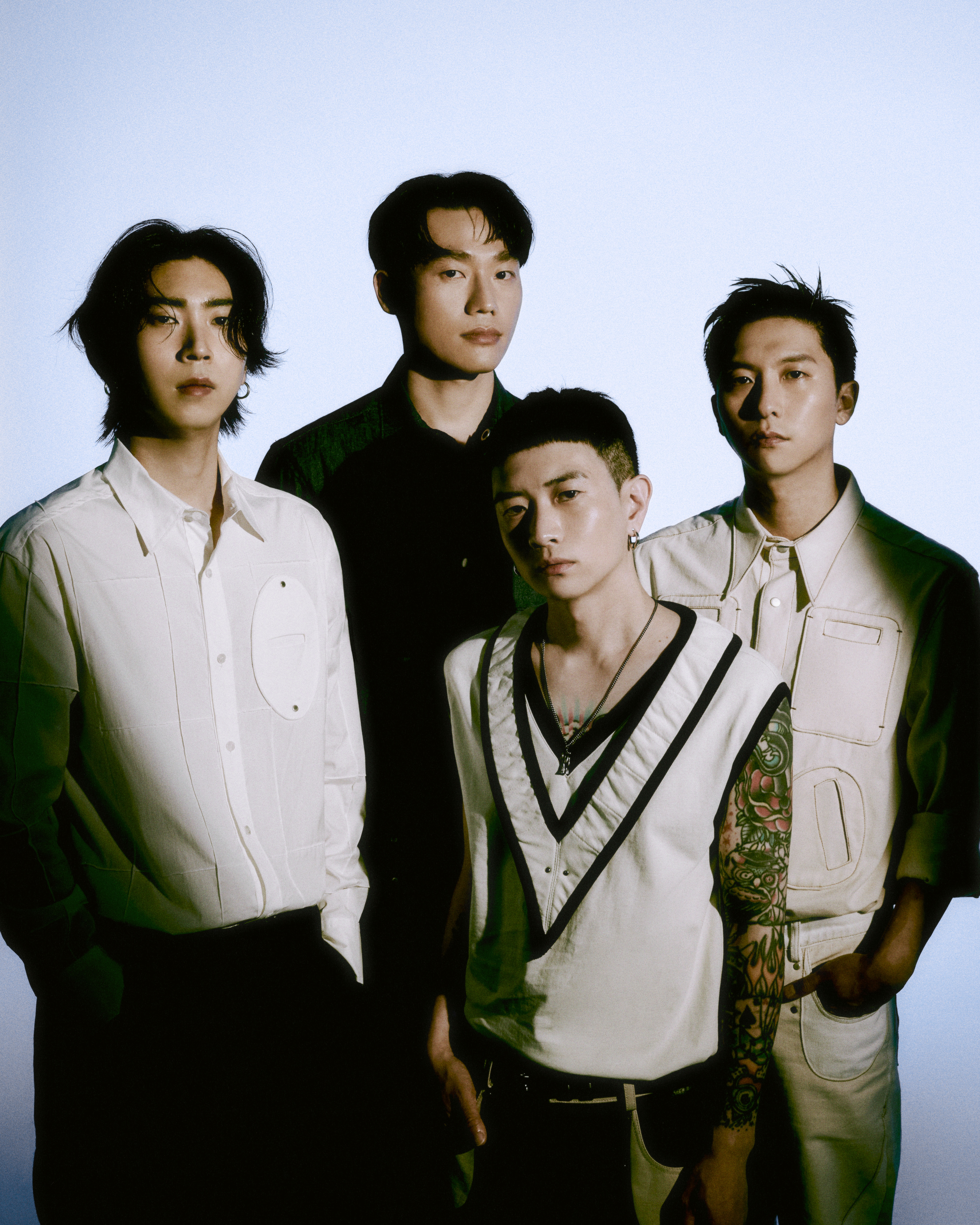